# Jack of Fables
Jack of Fables — серия комиксов, являющаяся спин-оффом Fables. Создана Биллом Уиллингемом и Лайлой Стёрджес. Издатель — Vertigo Comics. История сосредоточена на приключениях Джека Хорнера, второстепенного персонажа основной серии, которые происходят после его изгнания из Фейблтауна в сюжетной арке Jack Be Nimble.

### Выпуски
| №  | Дата выхода      | Оценка на Comic Book Roundup | Предполагаемый объём продаж (первый месяц) |
| -- | ---------------- | ---------------------------- | ------------------------------------------ |
| 1  | 26 июля 2006     | 10 на основе 1 рецензии      | 27 094, позиция в Северной Америке — 86    |
| 2  | 23 августа 2006  | н/д                          | 23 509, позиция в Северной Америке — 98    |
| 3  | 27 сентября 2006 | н/д                          | 22 371, позиция в Северной Америке — 100   |
| 4  | 25 октября 2006  | н/д                          | 21 604, позиция в Северной Америке — 101   |
| 5  | 22 ноября 2006   | н/д                          | 21 189, позиция в Северной Америке — 134   |
| 6  | 27 декабря 2006  | н/д                          | 20 949, позиция в Северной Америке — 120   |
| 7  | 31 января 2007   | н/д                          | 20 313, позиция в Северной Америке — 112   |
| 8  | 28 февраля 2007  | н/д                          | 20 056, позиция в Северной Америке — 110   |
| 9  | 4 апреля 2007    | н/д                          | 20 253, позиция в Северной Америке — 104   |
| 10 | 9 мая 2007       | н/д                          | 19 976, позиция в Северной Америке — 112   |
| 11 | 6 июня 2007      | н/д                          | 19 784, позиция в Северной Америке — 103   |
| 12 | 27 июня 2007     | н/д                          | 19 325, позиция в Северной Америке — 104   |
| 13 | 8 августа 2007   | н/д                          | 19 185, позиция в Северной Америке — 127   |
| 14 | 12 сентября 2007 | 6 на основе 1 рецензии       | 18 722, позиция в Северной Америке — 115   |
| 15 | 3 октября 2007   | н/д                          | 18 310, позиция в Северной Америке — 134   |
| 16 | 31 октября 2007  | 8 на основе 1 рецензии       | 17 724, позиция в Северной Америке — 138   |
| 17 | 28 ноября 2007   | н/д                          | 17 450, позиция в Северной Америке — 132   |
| 18 | 26 декабря 2007  | н/д                          | 17 232, позиция в Северной Америке — 125   |
| 19 | 30 января 2008   | 6 на основе 1 рецензии       | 16 873, позиция в Северной Америке — 123   |
| 20 | 27 февраля 2008  | н/д                          | 16 639, позиция в Северной Америке — 116   |
| 21 | 26 марта 2008    | н/д                          | 16 592, позиция в Северной Америке — 107   |
| 22 | 30 апреля 2008   | н/д                          | 16 302, позиция в Северной Америке — 113   |
| 23 | 25 июня 2008     | н/д                          | 16 138, позиция в Северной Америке — 118   |
| 24 | 6 августа 2008   | н/д                          | 15 944, позиция в Северной Америке — 127   |
| 25 | 27 августа 2008  | н/д                          | 15 634, позиция в Северной Америке — 129   |
| 26 | 24 сентября 2008 | 7,9 на основе 2 рецензий     | 15 467, позиция в Северной Америке — 135   |
| 27 | 29 октября 2008  | 7 на основе 1 рецензии       | 15 090, позиция в Северной Америке — 155   |
| 28 | 26 ноября 2008   | н/д                          | 14 525, позиция в Северной Америке — 126   |
| 29 | 31 декабря 2008  | н/д                          | 14 149, позиция в Северной Америке — 178   |
| 30 | 28 января 2009   | н/д                          | 13 742, позиция в Северной Америке — 125   |
| 31 | 25 февраля 2009  | 5 на основе 1 рецензии       | 13 584, позиция в Северной Америке — 131   |
| 32 | 25 марта 2009    | н/д                          | 13 593, позиция в Северной Америке — 122   |
| 33 | 22 апреля 2009   | 8 на основе 1 рецензии       | 19 240, позиция в Северной Америке — 124   |
| 34 | 20 мая 2009      | 6,3 на основе 2 рецензий     | 19 420, позиция в Северной Америке — 104   |
| 35 | 17 июня 2009     | 5 на основе 1 рецензии       | 19 563, позиция в Северной Америке — 116   |
| 36 | 22 июля 2009     | 5 на основе 1 рецензии       | 15 246, позиция в Северной Америке — 136   |
| 37 | 19 августа 2009  | 6 на основе 1 рецензии       | 14 493, позиция в Северной Америке — 140   |
| 38 | 30 сентября 2009 | 6 на основе 1 рецензии       | 13 778, позиция в Северной Америке — 162   |
| 39 | 28 октября 2009  | н/д                          | 13 153, позиция в Северной Америке — 144   |
| 40 | 2 декабря 2009   | 1,6 на основе 1 рецензии     | 12 970, позиция в Северной Америке — 154   |
| 41 | 23 декабря 2009  | н/д                          | 12 559, позиция в Северной Америке — 161   |
| 42 | 27 января 2010   | н/д                          | 11 966, позиция в Северной Америке — 144   |
| 43 | 3 марта 2010     | н/д                          | 11 877, позиция в Северной Америке — 153   |
| 44 | 31 марта 2010    | н/д                          | 11 473, позиция в Северной Америке — 158   |
| 45 | 28 апреля 2010   | 8 на основе 1 рецензии       | 11 324, позиция в Северной Америке — 141   |
| 46 | 28 июля 2010     | н/д                          | 11 195, позиция в Северной Америке — 156   |
| 47 | 1 сентября 2010  | н/д                          | 11 026, позиция в Северной Америке — 176   |
| 48 | 27 октября 2010  | н/д                          | 10 347, позиция в Северной Америке — 170   |
| 49 | 29 декабря 2010  | 8 на основе 1 рецензии       | 9 828, позиция в Северной Америке — 186    |
| 50 | 30 марта 2011    | 7,5 на основе 2 рецензий     | 10 217, позиция в Северной Америке — 190   |

### Сборники
| №  | Название                                             | ISBN          | Дата выхода     | Собранный материал                                       |
| -- | ---------------------------------------------------- | ------------- | --------------- | -------------------------------------------------------- |
| 1  | Jack of Fables — The (Nearly) Great Escape           | 1-4012-1222-0 | 28 февраля 2007 | Jack of Fables #1-5                                      |
| 2  | Jack of Fables — Jack of Hearts                      | 1-4012-1455-X | 3 октября 2007  | Jack of Fables #6-11                                     |
| 3  | Jack of Fables — The Bad Prince                      | 1-4012-1854-7 | 25 июня 2008    | Jack of Fables #12-16                                    |
| 4  | Jack of Fables — Americana                           | 1-4012-1979-9 | 16 декабря 2008 | Jack of Fables #17-21                                    |
| 5  | Jack of Fables — Turning Pages                       | 1-4012-2138-6 | 10 марта 2009   | Jack of Fables #22-27                                    |
| 6  | Jack of Fables — The Big Book of War                 | 1-4012-2500-4 | 7 октября 2009  | Jack of Fables #28-32                                    |
| 13 | Fables: The Great Fables Crossover.                  | 1-4012-2572-1 | 9 февраля 2010  | Fables #83-85, Jack of Fables #33-35 и The Literals #1-3 |
| 7  | Jack of Fables — The New Adventures of Jack and Jack | 1-4012-2712-0 | 23 июня 2010    | Jack of Fables #36-40                                    |
| 8  | Jack of Fables — The Fulminate Blade                 | 1-4012-2982-4 | 26 января 2011  | Jack of Fables #41-45                                    |
| 9  | Jack of Fables — The End                             | 1-4012-3155-1 | 13 июля 2011    | Jack of Fables #46-50                                    |

### Издания Deluxe
| №  | Название                                 | ISBN          | Дата выхода   | Собранный материал                                                                            |
| -- | ---------------------------------------- | ------------- | ------------- | --------------------------------------------------------------------------------------------- |
| 1  | Jack of Fables Deluxe Edition Book One   | 1-4012-6463-8 | 4 апреля 2017 | Jack of Fables #1-16                                                                          |
| 2  | Jack of Fables Deluxe Edition Book Two   | 1-4012-7771-3 | 6 марта 2018  | Jack of Fables #17-32                                                                         |
| 10 | Fables Deluxe Edition Volume 10          | 1-4012-5521-3 | 19 мая 2015   | Jack of Fables #33-35, Fables #83-85, The Literals #1-3 и Fables: Werewolves of the Heartland |
| 3  | Jack of Fables Deluxe Edition Book Three | 1-4012-9579-7 | 10 марта 2020 | Jack of Fables #36-50                                                                         |

## Отзывы
На сайте Comic Book Round Up серия комиксов имеет оценку 6,5 из 10 на основе 20 рецензий. Эрик Сунде из IGN, обозревая 27 выпуск, писал, что «у этой серии были взлёты и падения по мере её продвижения: арки, которые сделали это название похожим на дешёвую прибыль от имени Fables, и другие, которые кажутся гораздо более актуальными и дополняют Fables-verse. Эта арка, безусловно, попадает в последнюю категорию, и в ней больше юмора, который до сих пор преобладал в лучших сюжетных линиях серии». Грег Макэлхаттон из Comic Book Resources, составляя отзыв про 31 выпуск, отмечал, что «в Jack of Fables есть все правильные элементы и идеи, но всё же есть что-то, что просто не работает».